# Giovanni Legrenzi
Giovanni Legrenzi (Clusone, República de Venecia, 12 de agosto de 1626 — †  Venecia, República de Venecia, 27 de mayo de 1690), fue un compositor italiano . Fue uno de los compositores del primer barroco más destacados, conocido en Europa por su perfecta técnica contrapuntística, así como por sus composiciones en el terreno de la sonata, el concierto y la fuga para órgano.

## Biografía
Giovanni Legrenzi recibió sus primeras lecciones musicales de la mano de su padre, violinista de los servicios religiosos de su villa natal. Continuó sus estudios en Bérgamo y más adelante en Venecia con Giovanni Rovetta y Carlo Pallavicino. A su regreso a Bérgamo en 1645 fue nombrado organista de Santa María la Mayor, puesto que ocupó hasta 1656, año en que obtuvo el puesto de maestro de capilla de la Academia del Espíritu Santo de Ferrara. Fue aquí donde se representaron sus primeras óperas, escritas sobre libretos del marqués Bentivoglio. En 1665 abandonó Ferrara por motivos desconocidos.
En 1668 fue sous-mâitre de la capilla real francesa en París. Regresa a Italia en 1671 y fija su residencia en Venecia, donde irá ocupando a lo largo de los años diferentes cargos, así en 1671 fue maestro del coro del conservatorio de Mendicanti; en 1677, responsable de los oratorios de la iglesia de Santa María della Fava; en 1681, vicemaestro de capilla de la Catedral de San Marcos y maestro de la misma en 1685.
A partir de ese momento se consagró a la música religiosa, a la composición de oratorios y es posible que a la música instrumental. Organizó conciertos en su casa en los que se interpretaba su música y la de sus discípulos, entre los que estaban Francesco Gasparini y su sobrino Giovanni Varischino, que heredó todos sus manuscritos.
Murió en Venecia en 1690 a los 64 años y sus restos descansan en la iglesia de Santa María della Fava.
Legrenzi ejerció una gran influencia por haber sido maestro de los principales compositores italianos de la generación siguiente. También influyó en Antonio Vivaldi y Johann Sebastian Bach[cita requerida].
Ocupa también  un puesto de relevancia en la historia del teatro y de la música instrumental. Sin embargo, fue en las partituras teatrales en donde dio prueba de todo su arte instrumental. Cultivó con preferencia la ópera heroico-cómica, mezclando con habilidad lo trágico y lo dramático, lo cómico y lo satírico, utilizando elementos populares tales como ritmos y canciones.

## Su obra

### Música instrumental
- Concerti musicali per uso di chiesa, op. 1 (1654)

- Sonate a 2 e 3, op. 2 (1655)
- Sonate da chiesa, da camera, op. 4 (1656)
- Sonate a 2 – 6 stromenti, op. 8 (1663)
- La Cetra, sonate a 2 – 4 stromenti, op. 10 (1673)
- Balletti e Correnti a 5 stromenti, con basso continuo, op. 16 (1691)
- Trío Sonata, La Raspona (1626-90)

### Música vocal
- Harmonía d’affetti devoti, op. 3, a 2 – 4 voces (1655)
- Salmi a 5, op. 5, a 3 voces y 2 violines (1657)
- Sentimenti devoti espressi con la música, op. 6, a 2 – 3 voces (1660)
- Compiete con le Lettanie e Antifone a 5 voces, op. 7 (1662)
- Sacri e festivi consentí a 2 cori con strumenti, op. 9 (1667)
- Acclamationi divote a voce sola, op. 10 (1670)
- Cantate e Canzonette a voce sola, op. 12 (1676)
- Idee armoniche estese per 2 e 3 voci, op. 13 (1678)
- Echi di riverenza di Cantate e Canzoni, op. 14 (1678)
- Motetti a 2 e 3 voci, op. 15 (1689)
- Motetti sacri a voce sola con 3 strumenti, op. 17 (1692)

### Oratorios (inéditos)
- Oratorio del Giudizio (1665)
- Sedecia e Il Prezzo del cuore humano (1676)
- Gli Sponsali d’Ester (1676)
- La Morte del cuor penitente (1705)

### Óperas
- Nino, il giusto (1662)
- L'achille in Sciro (1663)
- Zenobia e Radamisto † (1665)
- Tiridate (1668)
- Eteocle e Polinice † (1674)
- La divisione del mondo † (1675)
- Adone in Cipro ‡ (1675)
- Germanico sul Reno † (1676)
- Totila † (1677)
- Il Creso ‡ (1681)

- Antioco il grande ‡ (1682)
- Lisimaco riamato da Alexandro ‡ (1682)
- Ottaviano Cesare Agusto (1682)
- I due Cesari ‡ (1682)
- Giustino † (1683)
- L'anarchia dell'imperio ‡ (1683)
- Publio Elio Pertinance ‡ (1684)
- Ifianassa e Melampo (1685)

(† Sobreviven las partituras.
‡ Sobreviven algunas arias de la ópera en una o más fuentes.)
- Datos: Q354947
- Multimedia: Giovanni Legrenzi / Q354947